# Claudio Arrau
Claudio Arrau (castellà: Claudio Arrau León)  (Chillán, 6 de febrer de 1903 - Mürzzuschlag, 9 de juny de 1991) va ser un pianista xilè, alumne del mestre Martin Krause. És considerat un dels principals intèrprets del segle xx.

## Biografia
Arrau rep les primeres lliçons de piano de la seva mare i debuta als cinc anys. Gràcies a una beca concedida excepcionalment pel parlament xilè, pot viatjar a Europa per estudiar i perfeccionar. Des de 1912 es troba a Berlín on assisteix al conservatori Stern sota la direcció de Martin Krause (deixeble de Franz Liszt). Durant els seus anys de formació va tenir l'oportunitat d'escoltar nombrosos pianistes que vivien a Berlín en aquells anys: Busoni, Schnabel, Fischer, Josef Lhévinne, que van influir en la seva vena artística, i el contemporani Vladimir Horowitz, a qui Arrau va escoltar en un concert i de qui va quedar profundament impressionat.
El 1927 va guanyar el concurs internacional de Ginebra i va començar la seva carrera concertística. Fins al 1940 va acumular un repertori excepcionalment ampli que inclou tota l'obra per a teclat de Bach (interpretada entre 1935 i 1936 en una sèrie de 12 concerts al Meistersaal de Berlín) i grans parts de les obres de Ludwig van Beethoven, Schubert, Mozart, Chopin., Schumann, Brahms, Liszt, però sense excloure ni Busoni, Balakirev, Txaikovski, Debussy, Ravel, Albéniz, Granados i Stravinski. Aleshores, el seu repertori també incloïa una seixantena de concerts per a piano i orquestra.
Arrau, amb quaranta anys, va decidir centrar la seva atenció com a intèrpret de Beethoven, Schumann, Chopin, Liszt, Brahms. En aquesta llista destaquen les absències de Mozart, Schubert, Bach (Arrau creia que la seva música per a teclat es representava millor amb els instruments per als quals estava composta: clavicèmbal i orgue). Actiu fins al final de la seva vida a la segona meitat dels setanta va tornar inesperadament a Debussy i més tard a Mozart (enregistrament íntegre de les sonates) i a Schubert ("el problema suprem de la interpretació", com deia ell). En el moment de la seva mort estava treballant en una gravació integral de l'obra del teclat de Bach, cinquanta-cinc anys després de la històrica integral de Berlín.
Pianista amb total control tècnic de l'instrument, va tendir a ocultar el seu gran virtuosisme adoptant sovint tempos considerablement més lents del normal, per destacar la claredat del so i el contingut musical. Estudiant meticulós de la partitura, sempre va tenir un profund respecte per com va ser escrit pel compositor, i les seves interpretacions, analítiques, ho reflecteixen d'una manera exemplar. Això és especialment evident a les sonates de Beethoven. De gran va oferir una lectura purament dolça, apol·línia i tendrament límpida de les sonates de Mozart. Exemples del seu control virtuós infal·lible, però mesurat segueixen sent els seus enregistraments dels concerts de Brahms i de Liszt, en particular la Sonata en si menor, els 12 estudis transcendentals i algunes fantasies sobre passatges d'òpera.
Entre els nombrosos alumnes d'Arau, els pianistes Karlrobert Kreiten, Garrick Ohlsson, Roberto Szidon, Stephen Drury i Roberto Eyzaguirre.

## Discografia
- Beethoven, Conc. Pf. n. 4, 5 - Arrau / Haitink / CGO, 1964 Philips
- Beethoven, Concerts per a piano núm. 4 i 5 - Claudio Arrau / Sir Colin Davis / Staatskapelle Dresden, Philips
- Beethoven, The 5 Piano Concertos - Claudio Arrau / Sir Colin Davis / Staatskapelle Dresden, 1988 Philips
- Beethoven, fill. pf. n. 1-32 - Arrau, 1964 Decca
- Beethoven, fill. pf. n. 8, 14, 23 - Arrau, 1962/1967 Decca
- Beethoven: The Late Piano Sonates, Op. 101, 106, 109, 110 i 111 - Claudio Arrau, Philips
- Beethoven: Sonates completes per a piano - Claudio Arrau, Decca
- Chopin, Balades núm. 1-4 / Bromes n. 1-4 - Arrau, 1977/1984 Decca
- Chopin, Claudio Arrau interpreta Chopin - Arrau / Inbal / LPO, Decca
- Chopin, Conc. Pf. n. 1-2 / Krakowiak - Arrau / Inbal / LPO, 1970/1980 Philips
- Chopin, Nocturns n. 1-21 / Improvisacions n. 1-4 - Arrau, 1978/1980 Philips
- Chopin, Vals núm. 1-19 - Arrau, 1980 Decca
- Chopin, 26 Preludis i 4 Impromptus - Claudio Arrau, Philips
- Chopin: Estudis Op. 10 i Op. 25 - Claudio Arrau, 1957 EMI Great Recordings of the Century
- Debussy: Preludes & Images & Estampes - Claudio Arrau, 1991 Philips
- Liszt, 12 transcendent Etudes d'exécution - Claudio Arrau, 1977 Philips
- Liszt: Sonata in B Minor, 2 Estudis de concert - Claudio Arrau, Philips
- Mozart, Son. pf. n. 1-18 / Fant. / Rondò - Arrau, 1973/1987 Decca
- Schubert: Sonates tardanes per a piano - Claudio Arrau, Decca
- Schumann: Carnaval; Kinderszenen; Waldszenen - Claudio Arrau, 1987 Philips
- Arrau, Beethoven / Chopin / Liszt - Davis / LSO, 1976/1985 Decca
- Arrau, El llegat - Bach / Beethoven / Schubert / Debussy, 1988/1991 Decca